# Comté de Coosa
Pour les articles homonymes, voir Coosa.
Le comté de Coosa (en anglais : Coosa County) est un comté américain situé dans l'État de l'Alabama. Son siège est Rockford. Au recensement de 2020, la population du comté s'élève à 10 387 habitants.

## Démographie
| 1840  | 1850   | 1860   | 1870   | 1880   | 1890   |
| ----- | ------ | ------ | ------ | ------ | ------ |
| 6 995 | 14 543 | 19 273 | 11 945 | 15 113 | 15 906 |

| 1900   | 1910   | 1920   | 1930   | 1940   | 1950   |
| ------ | ------ | ------ | ------ | ------ | ------ |
| 16 144 | 16 634 | 14 839 | 12 460 | 13 460 | 11 766 |

| 1960   | 1970   | 1980   | 1990   | 2000   | 2010   |
| ------ | ------ | ------ | ------ | ------ | ------ |
| 10 726 | 10 662 | 11 377 | 11 063 | 12 202 | 11 539 |